# Geoff Platt
Pour les articles homonymes, voir Platt.
Geoffrey Platt, dit Geoff Platt, (né le 10 juillet 1985 à Toronto dans la province d'Ontario au Canada) est un joueur professionnel canadien de hockey sur glace naturalisé biélorusse. Il évolue au poste de centre.

## Biographie
Après avoir évolué dans la Ligue de hockey de l'Ontario de 2001 à 2005 pour les Centennials de North Bay ainsi que les Otters d'Érié, il devient professionnel vers la fin de la saison 2004-2005 en jouant pour les Boardwalk Bullies d'Atlantic City dans l'ECHL. 
En septembre 2005, il signe un contrat valide pour la Ligue américaine de hockey avec le Crunch de Syracuse. Deux mois plus tard, il convainc les Blue Jackets de Columbus, qui sont liés au Crunch, de lui faire signer un contrat de la Ligue nationale de hockey et fait ses débuts dans la grande ligue avec cette équipe, jouant 15 parties pour 5 assistances et le reste du temps, dans la LAH avec le Crunch. Il joue plus de parties avec Columbus la saison suivante, en étant aligné à 26 parties, tout en jouant la majorité de la saison dans la LAH.
En novembre 2007, il est échangé aux Ducks d'Anaheim contre Aaron Rome et Clay Wilson. Jouant la majorité de la saison dans la LAH avec les Pirates de Portland, il parvient à jouer cinq parties avec Anaheim.
Ne parvenant pas à être un joueur régulier dans la LNH, il quitte l'Amérique du Nord pour l'Europe en 2008 lorsqu'il s'engage avec l'Ilves Tampere au championnat de Finlande. Il a joué une douzaine de parties durant cette saison avec le Dinamo Minsk, club biélorusse évoluant dans la Ligue continentale de hockey (KHL). Il signe avec l'équipe en mai 2009.
Alors qu'il joue sa troisième saison complète avec le Dinamo de Minsk, il est naturalisé biélorusse en février 2012. En octobre 2013, l'IIHF l'autorise à jouer pour l'équipe de Biélorussie lors des compétitions internationales. Il représente son nouveau pays pour la première fois en 2014 à l'occasion du championnat du monde ayant lieu à Minsk.
En 2013-2014, il passe au Lokomotiv Iaroslavl. Avant le début de la saison 2015-2016, le Lokomotiv met fin à son contrat en raison de la limite imposée aux équipes russes sur le nombre de joueurs étrangers. Il rejoint alors le HK CSKA Moscou puis à l'été 2016, il signe avec le Växjö Lakers HC, qui évoluent au championnat de Suède. Durant la saison 2016-2017, il quitte l'équipe suédoise et retourne avec le CSKA Moscou.

## Statistiques

### En club
| Saison     | Équipe                            | Ligue      |    | Saison régulière | Saison régulière | Saison régulière | Saison régulière | Saison régulière |   | Séries éliminatoires | Séries éliminatoires | Séries éliminatoires | Séries éliminatoires | Séries éliminatoires |
| Saison     | Équipe                            | Ligue      | PJ | B                | A                | Pts              | Pun              | PJ               | B | A                    | Pts                  | Pun                  |                      |                      |
| 2000-2001  | Buzzers de St. Michael's          | LHJPO      | 6  | 2                | 0                | 2                | 0                | -                | - | -                    | -                    | -                    |                      |                      |
| 2001-2002  | Centennials de North Bay          | LHO        | 63 | 4                | 6                | 10               | 34               | 5                | 0 | 0                    | 0                    | 6                    |                      |                      |
| 2002-2003  | Spirit de Saginaw                 | LHO        | 62 | 32               | 22               | 54               | 79               | -                | - | -                    | -                    | -                    |                      |                      |
| 2003-2004  | Spirit de Saginaw                 | LHO        | 27 | 7                | 13               | 20               | 49               | -                | - | -                    | -                    | -                    |                      |                      |
| 2003-2004  | Otters d'Érié                     | LHO        | 28 | 18               | 11               | 29               | 22               | 9                | 9 | 1                    | 10                   | 22                   |                      |                      |
| 2004-2005  | Otters d'Érié                     | LHO        | 68 | 45               | 34               | 79               | 84               | 6                | 2 | 3                    | 5                    | 16                   |                      |                      |
| 2004-2005  | Boardwalk Bullies d'Atlantic City | ECHL       | 2  | 0                | 2                | 2                | 0                | 3                | 0 | 0                    | 0                    | 0                    |                      |                      |
| 2005-2006  | Crunch de Syracuse                | LAH        | 66 | 30               | 35               | 65               | 58               | 6                | 3 | 0                    | 3                    | 6                    |                      |                      |
| 2005-2006  | Blue Jackets de Columbus          | LNH        | 15 | 0                | 5                | 5                | 16               | -                | - | -                    | -                    | -                    |                      |                      |
| 2006-2007  | Blue Jackets de Columbus          | LNH        | 26 | 4                | 5                | 9                | 10               | -                | - | -                    | -                    | -                    |                      |                      |
| 2006-2007  | Crunch de Syracuse                | LAH        | 52 | 27               | 21               | 48               | 59               | -                | - | -                    | -                    | -                    |                      |                      |
| 2007-2008  | Crunch de Syracuse                | LAH        | 15 | 4                | 3                | 7                | 6                | -                | - | -                    | -                    | -                    |                      |                      |
| 2007-2008  | Pirates de Portland               | LAH        | 60 | 28               | 30               | 58               | 49               | 18               | 8 | 9                    | 17                   | 24                   |                      |                      |
| 2007-2008  | Ducks d'Anaheim                   | LNH        | 5  | 0                | 0                | 0                | 2                | -                | - | -                    | -                    | -                    |                      |                      |
| 2008-2009  | Dinamo Minsk                      | KHL        | 13 | 2                | 3                | 5                | 8                | -                | - | -                    | -                    | -                    |                      |                      |
| 2008-2009  | Ilves Tampere                     | SM-liiga   | 45 | 19               | 18               | 37               | 54               | 3                | 1 | 0                    | 1                    | 4                    |                      |                      |
| 2009-2010  | Dinamo Minsk                      | KHL        | 56 | 26               | 18               | 44               | 77               | -                | - | -                    | -                    | -                    |                      |                      |
| 2010-2011  | Dinamo Minsk                      | KHL        | 54 | 18               | 15               | 33               | 46               | 7                | 4 | 3                    | 7                    | 4                    |                      |                      |
| 2011-2012  | Dinamo Minsk                      | KHL        | 47 | 13               | 17               | 30               | 42               | 4                | 1 | 0                    | 1                    | 4                    |                      |                      |
| 2012-2013  | Dinamo Minsk                      | KHL        | 50 | 13               | 15               | 28               | 76               | -                | - | -                    | -                    | -                    |                      |                      |
| 2013-2014  | Dinamo Minsk                      | KHL        | 40 | 15               | 14               | 29               | 8                | -                | - | -                    | -                    | -                    |                      |                      |
| 2013-2014  | Lokomotiv Iaroslavl               | KHL        | 16 | 6                | 5                | 11               | 2                | 18               | 5 | 4                    | 9                    | 20                   |                      |                      |
| 2014-2015  | Lokomotiv Iaroslavl               | KHL        | 60 | 17               | 13               | 30               | 24               | 6                | 1 | 0                    | 1                    | 2                    |                      |                      |
| 2015-2016  | HK CSKA Moscou                    | KHL        | 55 | 21               | 14               | 35               | 46               | 12               | 6 | 4                    | 10                   | 12                   |                      |                      |
| 2016-2017  | Växjö Lakers HC                   | SHL        | 25 | 10               | 5                | 15               | 12               | -                | - | -                    | -                    | -                    |                      |                      |
| 2016-2017  | HK CSKA Moscou                    | KHL        | 18 | 6                | 1                | 7                | 16               | 10               | 3 | 1                    | 4                    | 6                    |                      |                      |
| 2017-2018  | HK CSKA Moscou                    | KHL        | 28 | 8                | 3                | 11               | 2                | 10               | 0 | 2                    | 2                    | 6                    |                      |                      |
| 2018-2019  | Jokerit                           | KHL        | 60 | 11               | 13               | 24               | 32               | 4                | 0 | 0                    | 0                    | 4                    |                      |                      |
| 2019-2020  | Avtomobilist Iekaterinbourg       | KHL        | 52 | 12               | 7                | 19               | 28               | 5                | 1 | 0                    | 1                    | 4                    |                      |                      |
| 2020-2021  | Avtomobilist Iekaterinbourg       | KHL        | 28 | 3                | 3                | 6                | 6                | -                | - | -                    | -                    | -                    |                      |                      |
| 2020-2021  | Salavat Ioulaïev Oufa             | KHL        | 22 | 6                | 4                | 10               | 12               | 9                | 1 | 1                    | 2                    | 4                    |                      |                      |
| 2021-2022  | Salavat Ioulaïev Oufa             | KHL        | 40 | 3                | 7                | 10               | 14               | -                | - | -                    | -                    | -                    |                      |                      |
| 2022-2023  | JYP Jyväskylä                     | Liiga      | 18 | 2                | 4                | 6                | 4                | -                | - | -                    | -                    | -                    |                      |                      |
| 2022-2023  | Tappara                           | Liiga      | 34 | 3                | 8                | 11               | 20               | 5                | 0 | 0                    | 0                    | 0                    |                      |                      |
| Totaux LNH | Totaux LNH                        | Totaux LNH | 46 | 4                | 10               | 14               | 28               | -                | - | -                    | -                    | -                    |                      |                      |

### En équipe nationale
| Année | Équipe      | Compétition                  |   | PJ | B | A | Pts | Pun                        |  | Résultat |
| 2003  | Canada U18  | Championnat du monde -18 ans | 7 | 3  | 0 | 3 | 0   | Médaille d'or              |  |          |
| 2014  | Biélorussie | Championnat du monde         | 8 | 3  | 2 | 5 | 0   | 7e place                   |  |          |
| 2016  | Biélorussie | Championnat du monde         | 7 | 3  | 2 | 5 | 2   | 12e place                  |  |          |
| 2016  | Biélorussie | Qualification olympique      | 3 | 0  | 2 | 2 | 0   | Non qualifié               |  |          |
| 2018  | Biélorussie | Championnat du monde         | 7 | 1  | 3 | 4 | 4   | 15e place (relégué en D1A) |  |          |
| 2019  | Biélorussie | Championnat du monde D1A     | 5 | 3  | 4 | 7 | 0   | 18e place (promu en élite) |  |          |
| 2021  | Biélorussie | Championnat du monde         | 7 | 1  | 0 | 1 | 4   | 15e place                  |  |          |